# هيكتور فارغاس
هيكتور فارغاس (بالإسبانية: Héctor Vargas)‏ (15 مارس 1959 في الأرجنتين - ) هو مدرب كرة قدم ولاعب كرة قدم أرجنتيني في مركز الوسط. لعب مع إستوديانتيس دي لا بلاتا وجيمناسيا لابلاتا ونادي ديبورتيفو أوليمبيا وClub Atlético Temperley ‏ وأتليتيكو بوكارامانغا.

## وصلات خارجية
- هيكتور فارغاس على موقع قاعدة بيانات كرة القدم.إي يو (الإنجليزية)